# Bambi Jones
Pour les articles homonymes, voir Jones.
Bambi Jones, née Doris Kotzan en 1931, est une stripteaseuse et une danseuse du burlesque américain, des années 1950. Elle est également connue sous les différents noms de scène « Bambi Brooks », « Joi Naymith », « the Black Panther Girl », « the Mona Lisa Girl », « the Garter Girl », « Evangeline the Oyster Girl » et à La Nouvelle-Orléans « The Girl the Whole Town’s Talking About » (en français : La fille dont parle toute la ville).